# Jakov Bunić
Jakov Bunić (talijanski: Giacomo Bona; latinski: Iacobus Bonus; 1469. – 18. svibnja 1534.), hrvatski pjesnik latinist, diplomat, trgovac, političar, dužnosnik i pravnik iz dubrovačke plemićke obitelji Bunića.
Rođen je kao sin Ilije Bunića, poslanika Dubrovačke Republike u Vatikanu i kod Ferdinanda I., kralja obih Sicilija. Studirao je u Dubrovniku, Padovi i Bologni. Bio je pjesnik i osobit poznavalac grčke i latinske književnosti, poklisar Dubrovačke Republike kod Sv. Stolice za pape Lava X., kojemu je posvetio svoje pjesme. Djela su mu tiskana u Rimu 1526. Najpoznatije djelo mu je religiozni ep De vita et gestis Christi (Kristov život i djela), pisano na latinskom jeziku. Kao i svi ugledni građani Dubrovnika, bez obzira na svoje literarne preokupacije, bavio se i trgovinom u Europi, na istoku napose u Egiptu, ali i politikom. Bio je pet puta biran za kneza, pet je puta bio u poslanstvima Republike, bio je odvjetnik imovine i općine te knez Stona i Šipana kao član Malog vijeća. Oženio je 1496. Mariju Crijević te su imali dva sina i kći.
Značajan kao autor najstarijeg hrvatskog epa De raptu Cerberi (Otmica Kerbera). Epilij je mitološke naravi te govori o Herkulovom silasku u podzemlje radi spašavanja junaka Tezeja.